# کوسوکه نیشی
کوسوکه نیشی (انگلیسی: Kosuke Nishi؛ زادهٔ ۸ آوریل ۱۹۹۸) بازیکن فوتبال اهل ژاپن است.